# Turbinenplatz

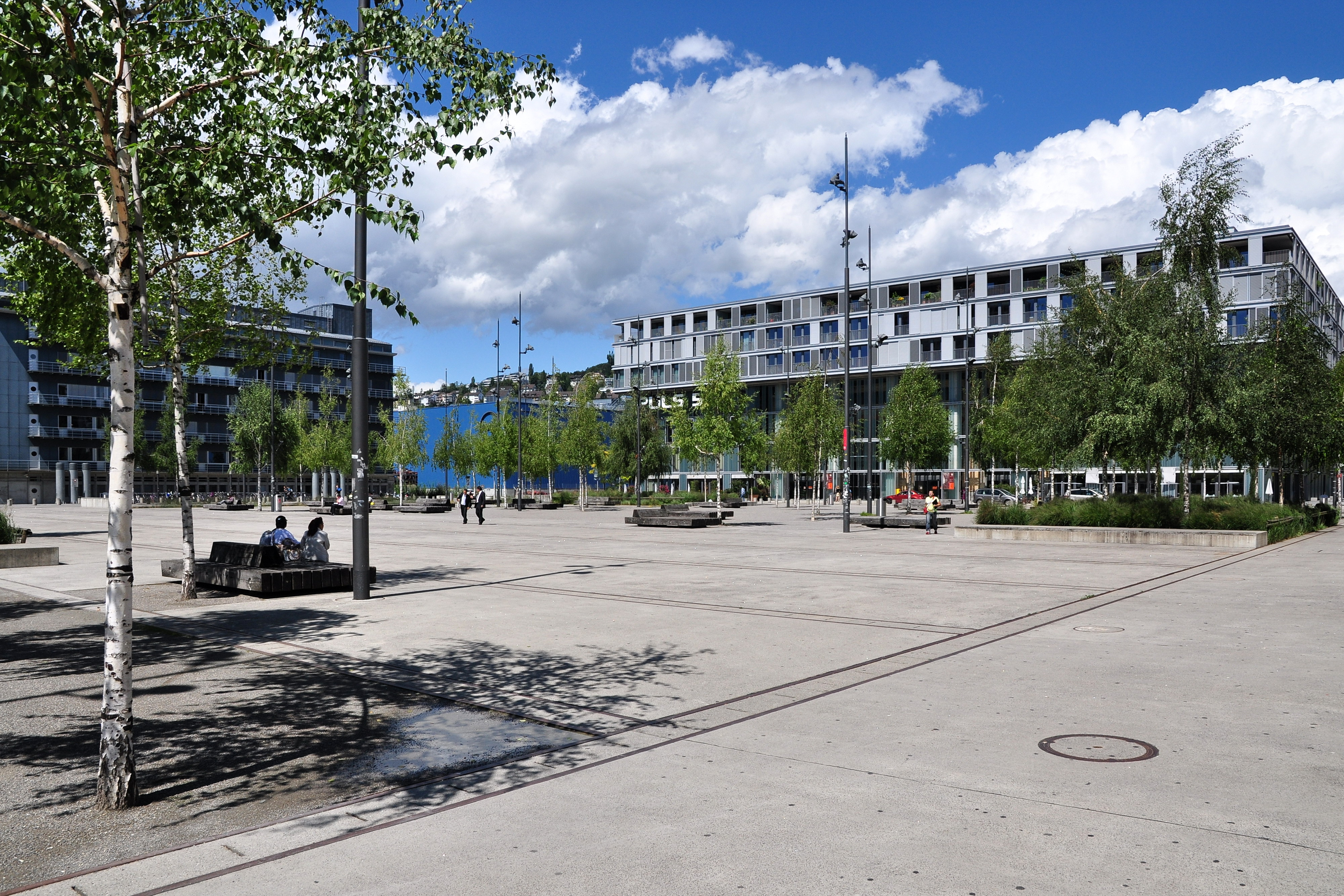
Blick nach Norden auf Puls 5

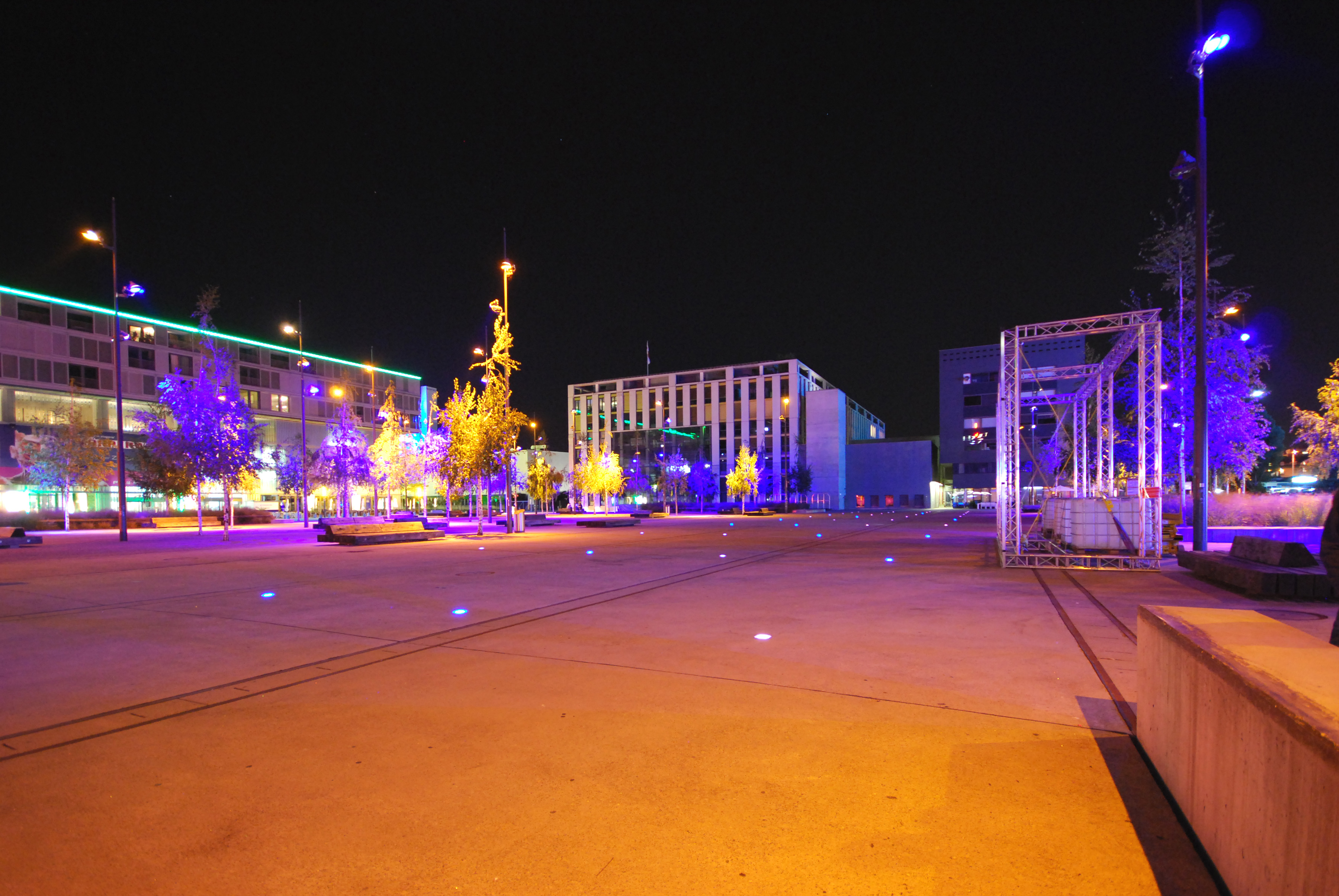
Turbinenplatz in der Nacht, Blickrichtung Süden

Der Turbinenplatz befindet sich im Escher-Wyss-Quartier im Kreis 5 in Zürich, Schweiz. Die ursprüngliche Eigentümerin des Areals Sulzer Immobilen AG liess als Bauherrin den Platz von der ADR Sàrl, Genf entwerfen und schenkte den fertigen Platz der Stadt Zürich im Jahr 2003.
Er ist etwa 14'000 Quadratmeter gross und hat einen Betonboden. Dieser Bodenbelag wurde von den Erbauern gewählt, um an die industrielle Vergangenheit des Escher-Wyss-Quartiers zu erinnern, da viele Industrieareale ebenfalls einen Betonboden haben. Der Platz wurde mit etlichen Birken bepflanzt. Das Regenwasser wird über spezielle Gusseisenschienen in bepflanzte Sickerbecken geleitet. Nachts wird der Platz blau, orange und violett beleuchtet.
Um den Turbinenplatz befindet sich der Puls 5, der Technopark, drei Hotels des französischen Accor-Konzerns und der hintere Anbau der Nebenbühne Schiffbau des Zürcher Schauspielhauses.

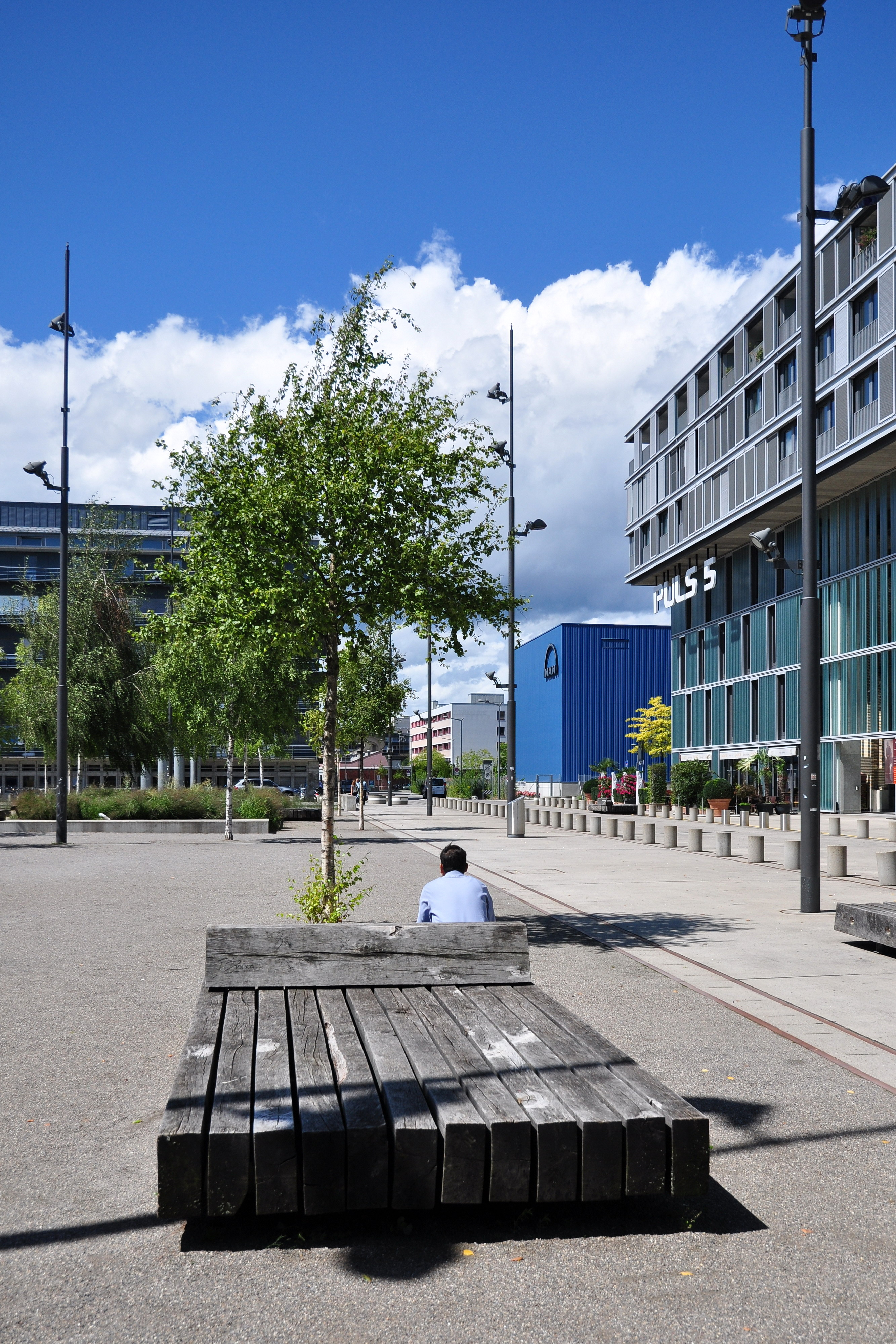
Stadtmöbel und Birken am Rand des Platzes
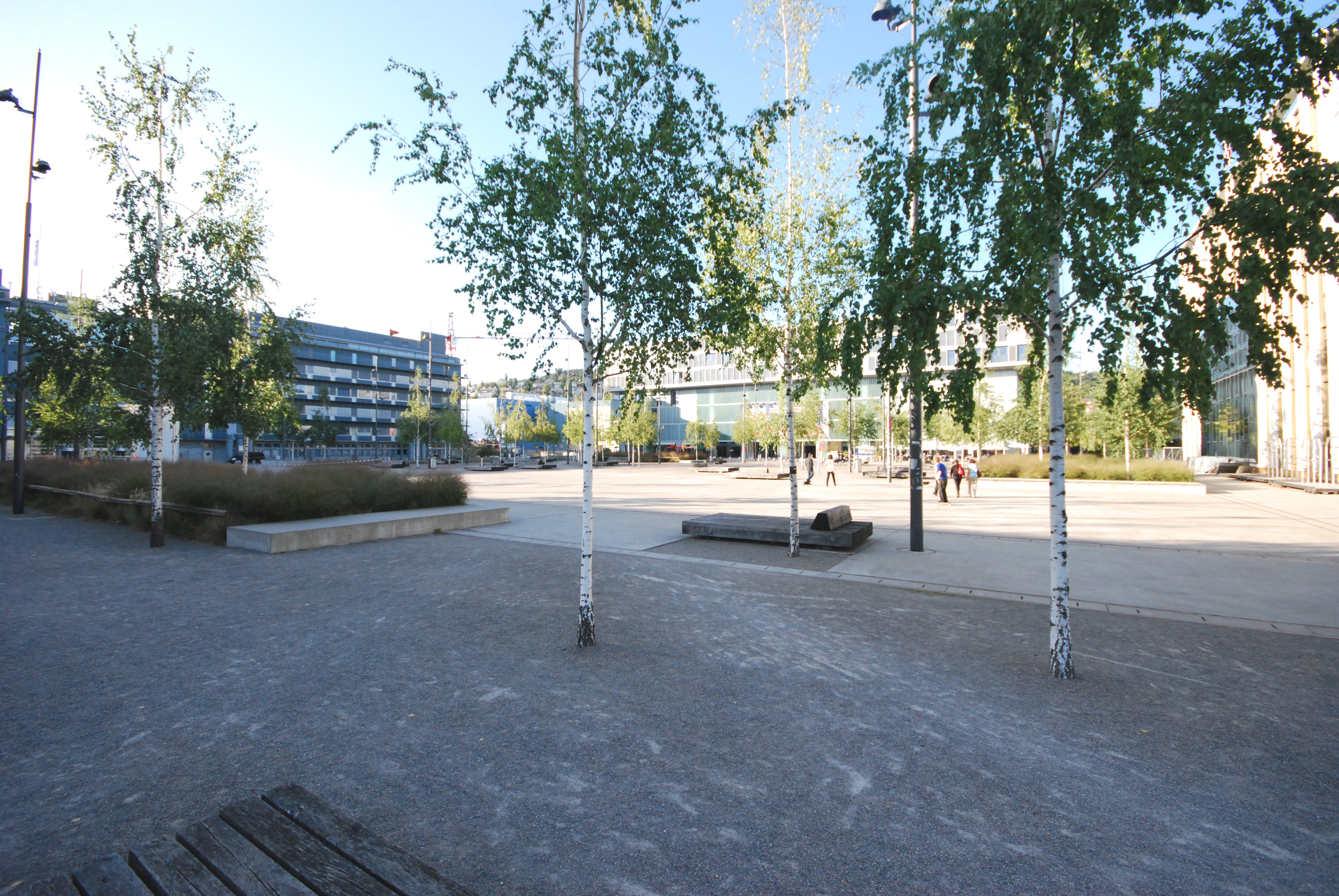
Bei Tag
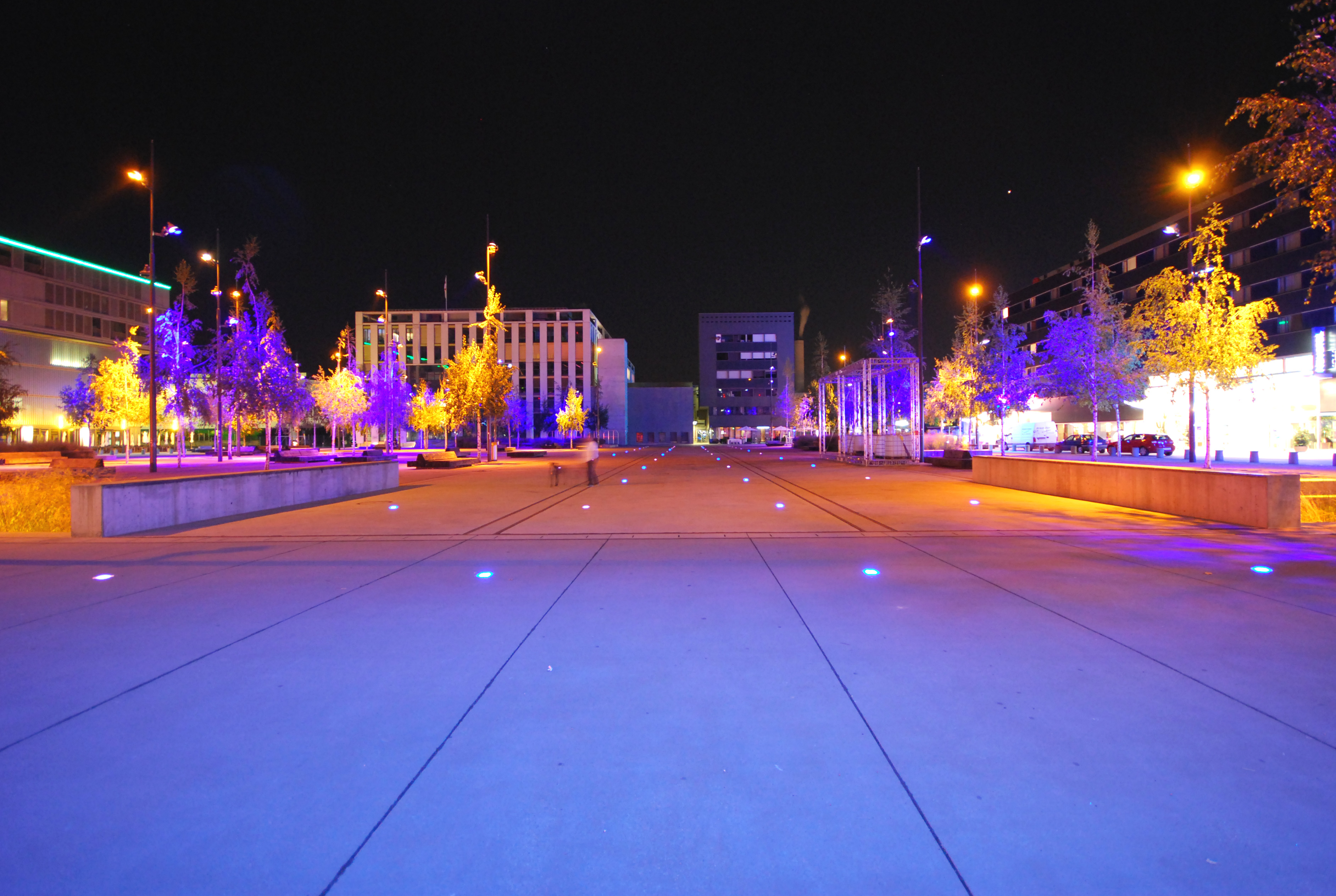
In der Nacht